# Кашик, Либор
Либор Кашик (чеш. Libor Kašik; род. 31 марта 1992 года) — чешский хоккеист, вратарь. Чемпион Чехии 2014 года. Игрок клуба чешской Экстралиги «Злин».

## Игровая карьера
Воспитанник хоккейной школы клуба «Злин». Дебютировал за родной клуб в чешской Экстралиге в 2011 году. В 2014 году стал чемпионом Чехии в составе «Злина». По итогам сезона 2013/14 был признан лучшим вратарём Экстралиги. После окончания сезона 2018/19 перешёл в клуб КХЛ «Амур» из Хабаровска. 10 ноября 2018 года «Амур» объявил о расставании с Кашиком. Через 3 дня, 13 ноября 2018 года, Кашик подписал контракт с действующим на тот момент чемпионом Чехии, клубом «Комета Брно». За «Комету» Кашик отыграл только 7 матчей, из которых 5 оказались проигранными. 9 января 2019 года было объявлено о возвращении Либора Кашика в родной клуб «Злин».
В составе молодежной сборной Чехии участвовал в чемпионате мира 2012, в составе юниорской сборной — в чемпионате мира 2010.

## Достижения
- Чемпион Чехии 2014
- Лучший вратарь чешской Экстралиги 2014
- Чемпион Экстралиги юниоров 2010

## Статистика
Обновлено на конец сезона 2020/2021
Всего за карьеру провёл 431 игру (в Экстралиге — 318 игр, в первой чешской лиге — 98, в КХЛ — 8, в Лиге чемпионов — 4, во второй чешской лиге — 3).